# Ana Brun
Ne doit pas être confondu avec Ane Brun.
Pour les articles homonymes, voir Brun.
Ana Brun est une actrice paraguayenne, connue pour son premier rôle au cinéma dans le film Les Héritières (Las Herederas) sorti en 2018.
Elle remporte l'Ours d'argent de la meilleure actrice lors de la Berlinale 2018, qui est le premier Ours d'argent remporté par un acteur ou une actrice du Paraguay.

## Biographie
Avocate de profession, Ana Brun ne s'était jusqu'à présent produite qu'au théâtre. Pour sa première apparition au cinéma, Ana Brun interprète une quinquagénaire issue de la petite-bourgeoisie paraguayenne, en couple avec son amie Chiquita, qui règne sur son appartement comme une princesse, n'ayant vécu jusque là que comme une héritière, et se retrouve en butte à des difficultés financières.

## Filmographie
- 2018 : Les Héritières (Las Herederas) de Marcelo Martinessi : Chela

## Distinctions
- Berlinale 2018 : Ours d'argent de la meilleure actrice pour Les Héritières
- 2018 : meilleure actrice au Festival du film latin de Lima[4]
- 2018 : nommé pour la meilleure actrice au Festival international du film de Seattle
- Prix Platino 2019 : meilleure actrice pour Les Héritières[5],[6].